# NGC 3769
NGC 3769 é uma galáxia espiral barrada (SBb) localizada na direcção da constelação de Ursa Major. Possui uma declinação de +47° 53' 36" e uma ascensão recta de 11 horas, 37 minutos e 44,1 segundos.
A galáxia NGC 3769 foi descoberta em 5 de Fevereiro de 1788 por William Herschel.